# Ophion sibiricus
Ophion sibiricus là một loài tò vò trong họ Ichneumonidae.